# 峰山高原

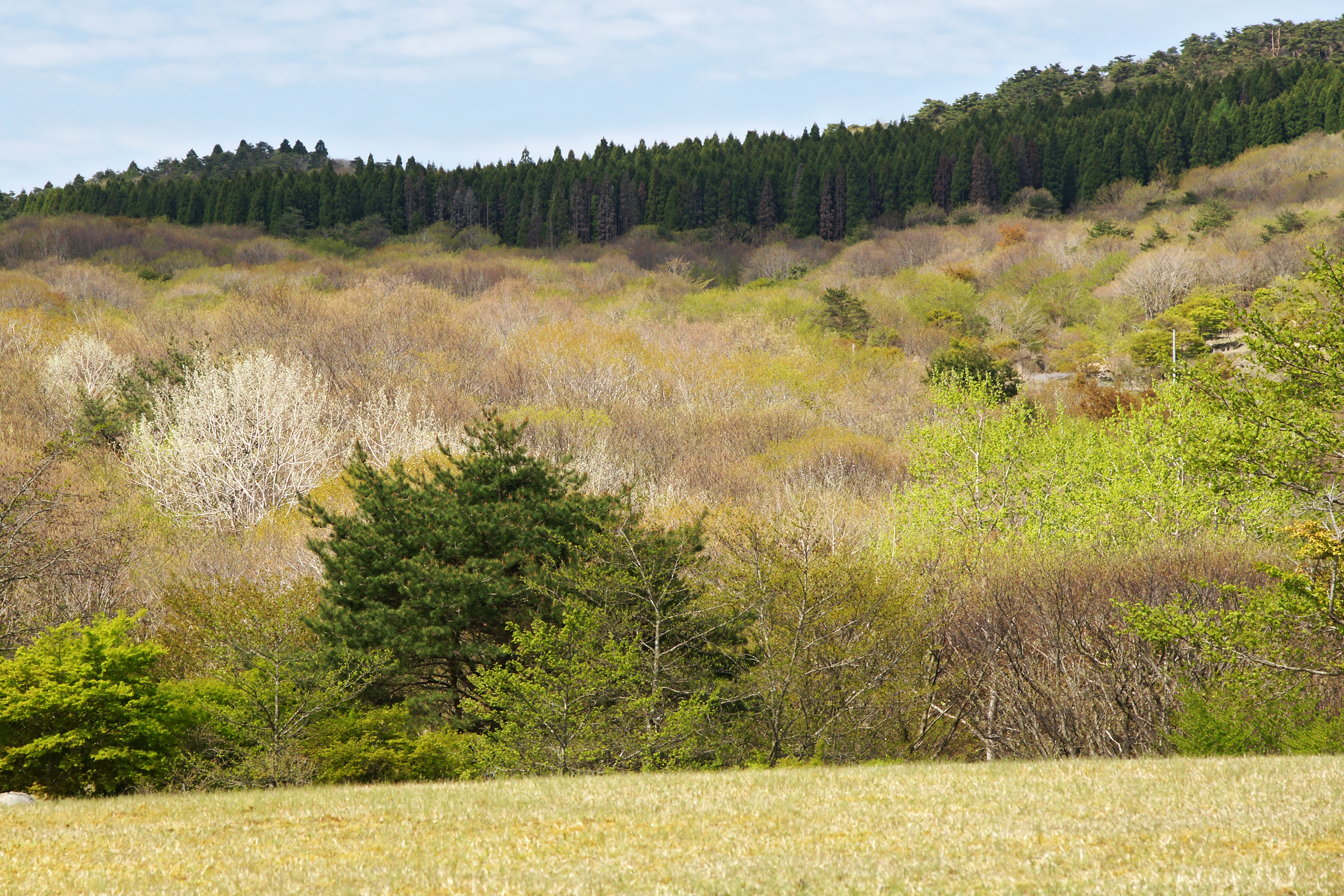
峰山高原 暁晴山の稜線を望む

峰山高原（みねやまこうげん）は、兵庫県神崎郡神河町上小田に位置する高原。

## 概要
雪彦峰山県立自然公園の区域内、標高900mに位置する高原で、暁晴山（標高1077m）、千町ヶ峰（標高1141m）、夜鷹山（標高1056m）、平石山（標高1061m）、高星山（標高1016m）などの峰々に囲まれる。
播磨の避暑地として知られ、麓の黒岩の滝から夜鷹山への登山道、「リラクシアの森」という森林散策道から暁晴山への登山道、およびススキの名所として知られる砥峰高原や太田池を周回するハイキングコースが整備されている。
高原にはキャンプ場のほか、峰山高原かんぽ総合レクセンターの跡地に開業したリゾートホテル峰山高原ホテルRelaXiaにテニスコートなどのスポーツ施設がある。小田原川水源の森は、砥峰高原とともに2010年公開の映画『ノルウェイの森』のメイン撮影地となった。

### 主なハイキングコース
- 森林散策道（リラクシアの森）
- 砥峰高原とのみね自然交流館まで7km（片道120分）
- 太田池から大田滝まで7km（片道120分）
- 暁晴山まで2km（片道30分）
- 黒岩の滝まで3km（片道50分）

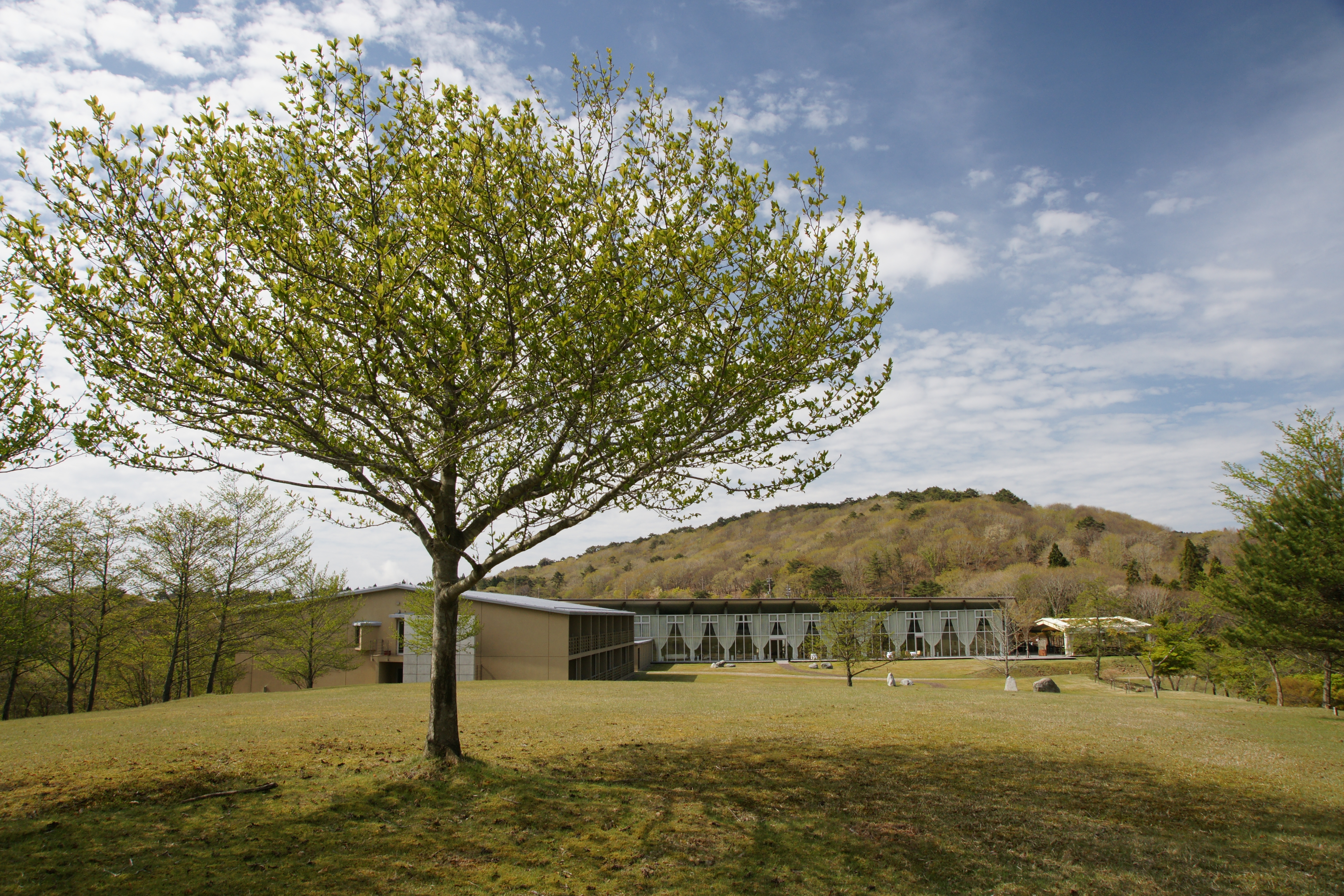
ホテルRelaXia
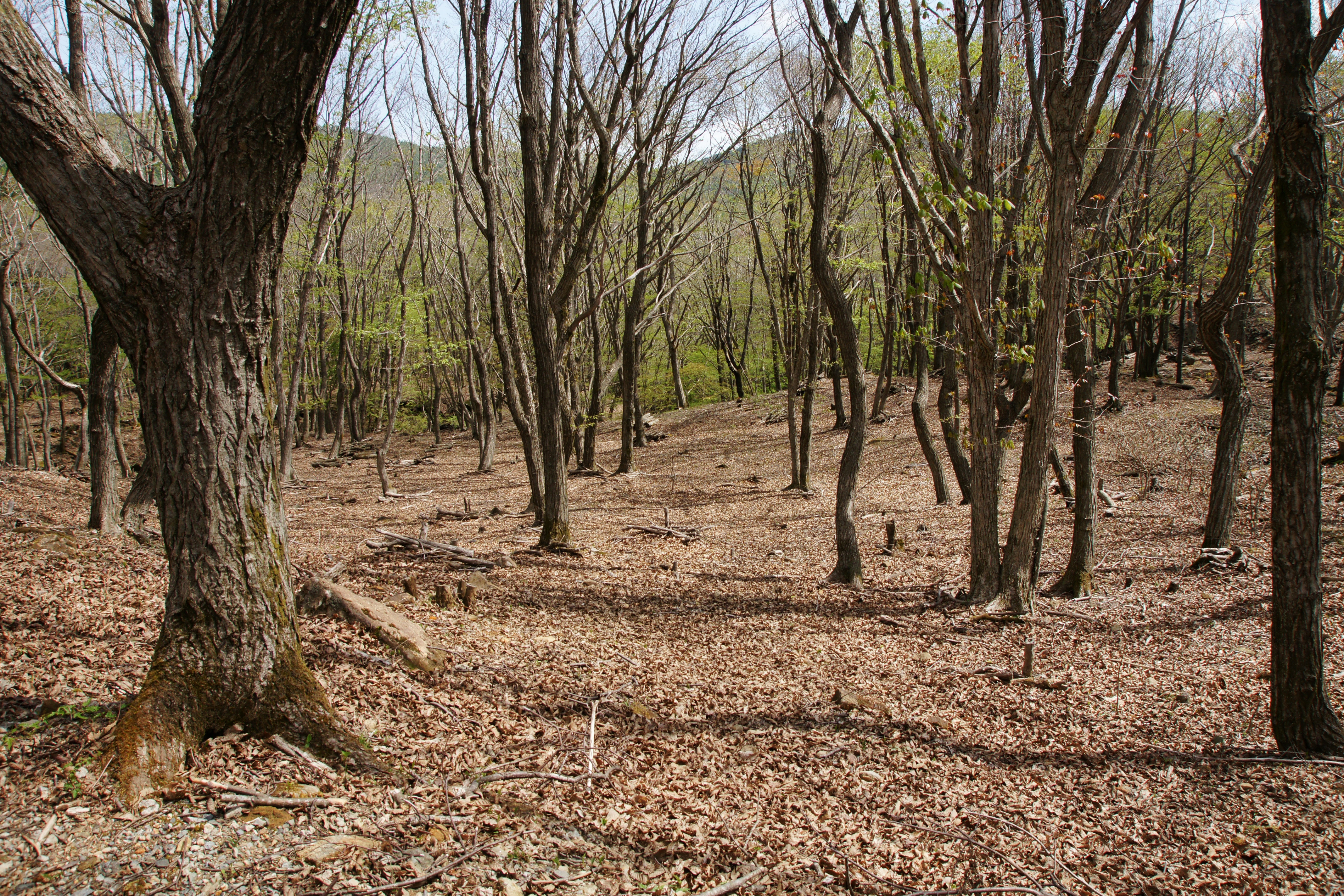
リラクシアの森
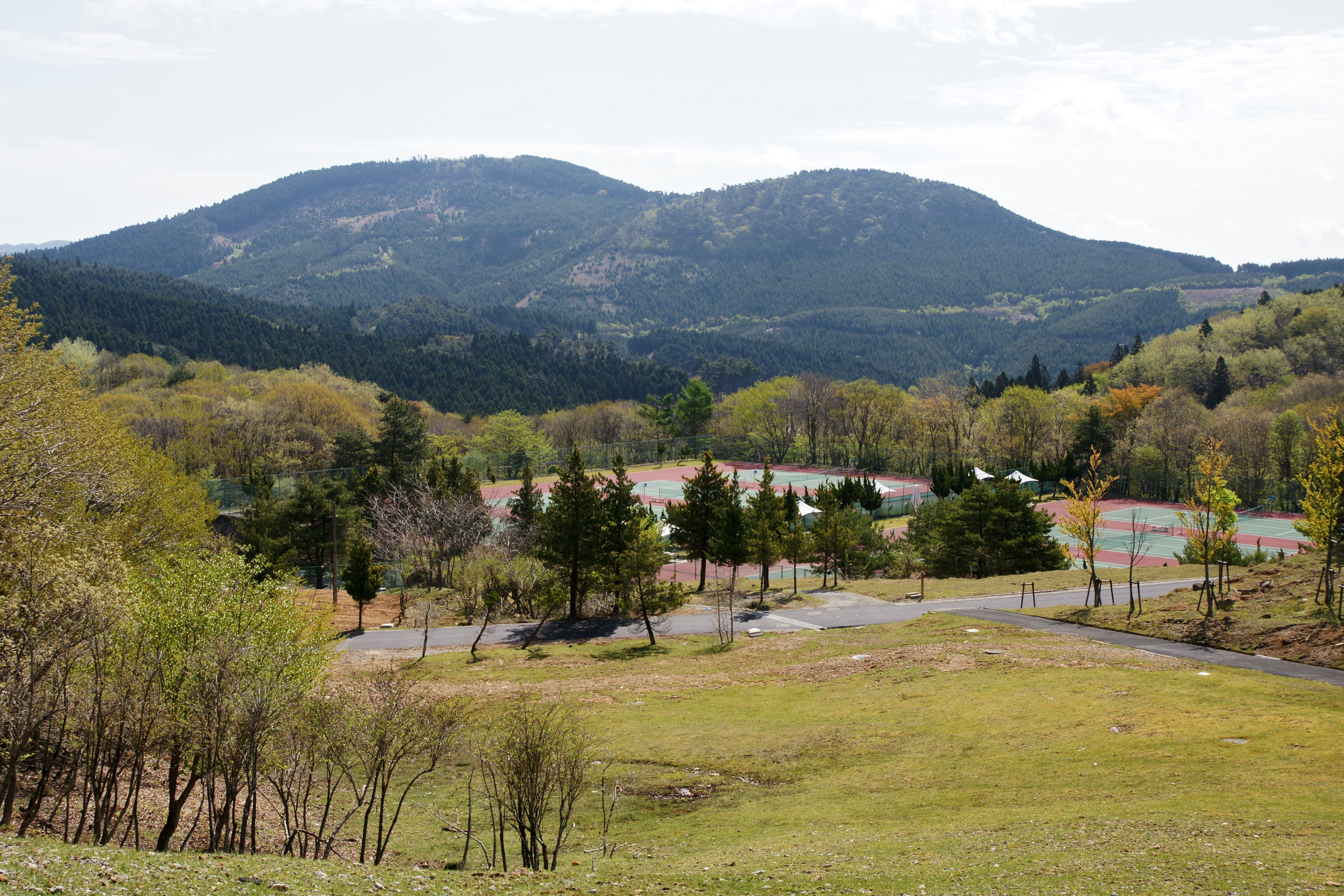
夜鷹山
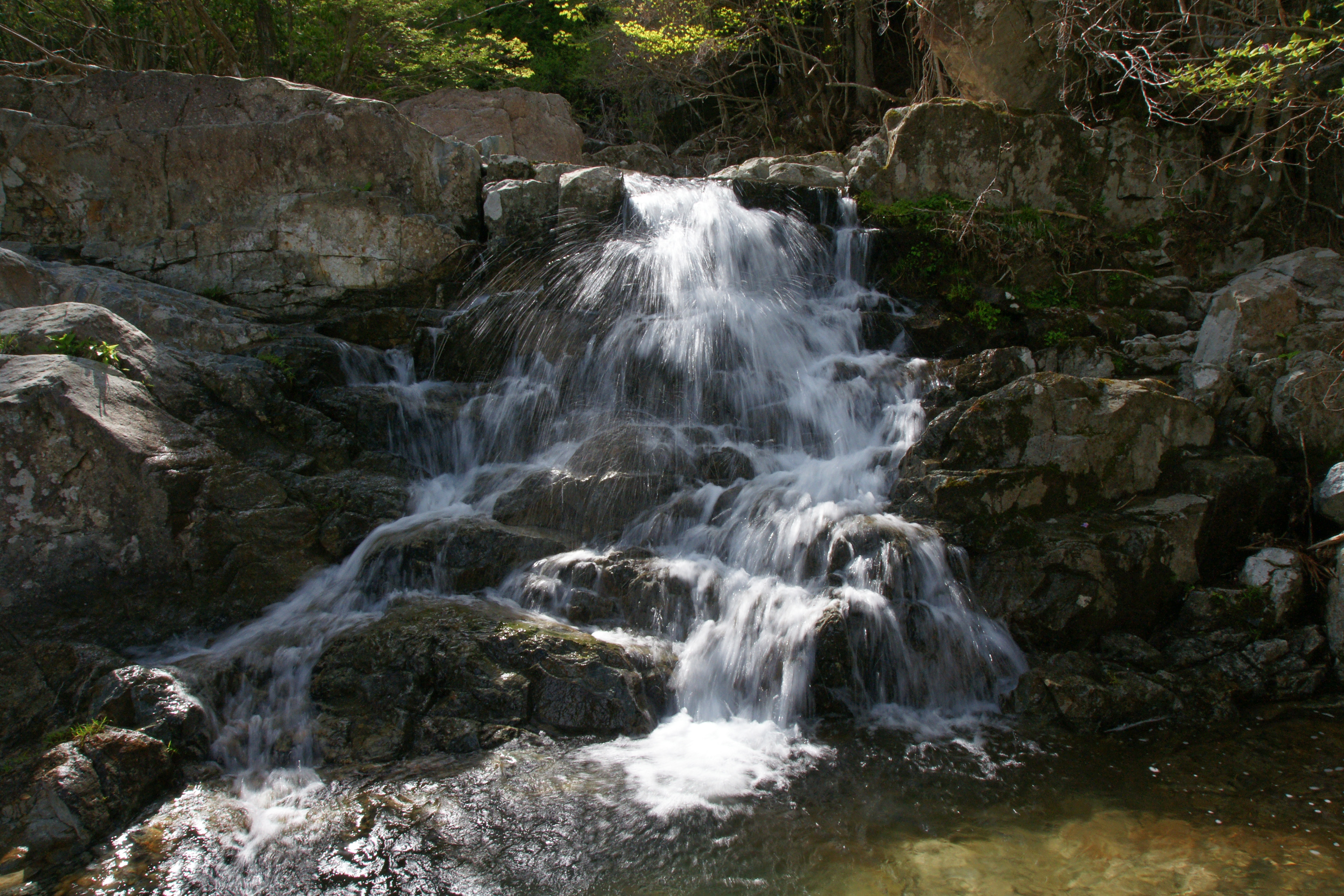
黒岩の滝

## 交通アクセス
JR西日本播但線 寺前駅下車、タクシー25分（ホテルの送迎バスあり）。
JR播但線 寺前駅より神姫グリーンバス・上小田線、峰山高原ゆきで約45分、終点下車。（神河町内均一運賃区域内につき大人片道200円。４月～11月の土曜日・日曜日・祝日のみ運行。１日３往復。運休日もあり。時刻・運行日等要確認）

## 周辺
- 雪彦峰山県立自然公園
  - 大河内高原
    - 砥峰高原
    - 峰山高原 - 黒岩の滝
    - 太田池 - 太田の滝

  - 扁妙の滝、オウネン滝、足尾の滝、福知渓谷
- ヨーデルの森
- 生野銀山
- 銀山まち回廊